# Такора
Такора (ісп. Tacora) — вулкан на півночі Чилі в регіоні Аріка-і-Парінакота на межі з Перу. Висота — 5980 м. Це один з двох найпівнічніших вулканів Чилі, що входить до складу подвійного вулкана разом з вулканом Чупікінья,та розташований поблизу кордону з Перу. Андезитовий вулкан лежить над пласкою платформою ігнімбритів на висоті приблизно 4200 м, утворюючи Аріку-Альтіплано.
Вулкан Такора має правильну конічну форму і покритий снігом і льодовиками починаючи з висоти 5500 м. Основний кратер знаходиться на північно-західному схилі на 300 м нижче за вершину. На східній стороні вулкана є гарячі джерела.
Повідомлялося про сольфатарну та фумарольну активність на східній стороні , але Морено  вказав, що голоценових вивержень могло не бути. Молоді потоки лави на південному схилі, здається, перекривають льодовикові долини . Були  повідомлення про виверження в 1930 і 1937 роках, які не згадуються в інших джерелах. Численні сірчані шахти займають сідловину між Такорою та Чупікінья, а гарячі джерела розташовані на східній стороні Такори.
В сідловині між вулканами Такора і Чупікинья знаходяться великі поклади сірки, а також покинута шахта Агуас-Кальентес, у минулому важливе місце здобичі сірки, звідки транспортували видобуту руду до залізниці Аріка-Ла-Пас
Населені пункти поблизу вулкану: селища Такора і Війя-Індустріаль.

## Список джерел
1. ↑  https://volcano.si.edu/volcano.cfm?vn=355010
2. ↑  (Gonzalez-Ferran O, 1995. Volcanes de Chile. Santiago: Instituto Geografico Militar, 635 p.)
3. ↑  Moreno H, 1985. (pers. comm.).
4. ↑  de Silva S L, 2007. (pers. comm.).
5. ↑  de Silva S L, Francis P W, 1991. Volcanoes of the Central Andes. Berlin: Springer-Verlag, 216 p.
6. ↑  Hantke G, 1939. Ubersicht uber die Vulkanische Tatigkeit vom April bis Dezember 1938. Zeit Deut Geol Ges, 91: 757-765.

## Інші посилання
- Фотографія вулкану [Архівовано 27 вересня 2007 у Wayback Machine.]
- Фотографія з повітря

| Чилі | Це незавершена стаття з географії Чилі. Ви можете допомогти проєкту, виправивши або дописавши її. |